# Distretto di Succha
Il distretto di Succha è un distretto del Perù nella provincia di Aija (regione di Ancash) con 905 abitanti al censimento 2007 dei quali 372 urbani e 533 rurali.
È stato istituito il 21 dicembre 1907.